# Calomicrus karissimbicus
Calomicrus karissimbicus es un coleóptero de la familia Chrysomelidae.
Fue descrita científicamente por primera vez en 1924 por Weise.